# Le Lien (téléfilm)
Pour les articles homonymes, voir Le Lien.
Pour plus de détails, voir Fiche technique et Distribution.
Le Lien est un téléfilm franco-belge réalisé par Denis Malleval réalisé en 2007.

## Synopsis
À Bordeaux en 1959, Eva, une professeur d'école de 55 ans de confession juive, tente de se reconstruire après avoir assisté, quinze ans auparavant, à la rafle de sa famille au cours de la Seconde Guerre mondiale. Sa famille fut déportée à Auschwitz. Eva pense être alors la seule survivante de cette tragédie, jusqu'au jour où elle découvre que l'une de ses élèves, Sylvie Meunier, est la fille du milicien responsable de la rafle. Par recoupement, elle est conduite à déduire que Sylvie n'est autre que Sarah, sa petite-fille qu'elle croyait disparue avec le reste de sa famille, et que Meunier a subtilisée afin de l'élever comme sa propre enfant…

## Fiche technique
- Réalisatrice : Denis Malleval
- Scénariste : Luc Chaumar et Anne Valton
- Producteur : David Kodsi
- Pays :  France  Belgique
- Durée : 90 minutes
- Date de première diffusion : 15 novembre 2007

## Distribution[1]
- Marthe Keller : Éva
- Juliette Lamboley : Sylvie Meunier/Sarah
- Jacques Frantz : Nathan
- Jacques Spiesser : Meunier
- Olivia Brunaux : Solange
- Benjamin Wangermee : Samy
- Marwill Huguet : Jeanne
- Marc Betton : Victor
- Léa Pelletant : Monique
- Céline Perra : Françoise
- Léopoldine Serre : Marianne

## Prix et distinctions
- 2007 : Festival de la fiction TV de La Rochelle, prix spécial du jury, meilleure interprétation féminine pour Marthe Keller et meilleur second rôle masculin pour Jacques Spiesser[2].